# Mercedes-Benz W 163
Der Mercedes W 163 wurde unter der Bezeichnung M-Klasse erstmals auf der North American International Auto Show 1997 in Detroit präsentiert und ab September 1997 in den USA und Kanada sowie ab März 1998 auf dem europäischen Markt verkauft. Er war damit Mitbegründer der Klasse der Sport Utility Vehicles (SUV), dem Chevrolet Suburban und Jeep Cherokee folgend.
Obwohl das Modell „M-Klasse“ heißt, wurden die Fahrzeuge unter der Bezeichnung „ML“ (zum Beispiel ML 270 CDI) verkauft. Damit sollten etwaige Verwechslungen mit den sogenannten BMW M-Modellen vermieden werden.
Der W 163 wurde bis 2005 gebaut. Das Nachfolgemodell (W 164) wurde 2005 auf dem Automobilsalon in Detroit vorgestellt.

## Konzept AA Vision
Im Januar 1996 zeigte Mercedes auf der North American International Auto Show unter der Bezeichnung AA Vision die Konzeptstudie eines All Activity Vehicle, laut Daimler (heute Mercedes-Benz Group) ein Sport Utility Vehicle mit großem Fahrkomfort für anspruchsvolle Kunden.

### Technische Besonderheiten
- Elektronisch gesteuerter Allradantrieb (Serieneinführung 1997 unter dem Namen 4ETS in der M-Klasse)
- Variable Inneneinrichtung
- Zwei Sonnendächer
- Navigationssystem
- Autotelefon mit Freisprecheinrichtung

### Erläuterungen
Die Front hat geneigte Scheinwerfer. Die Karosserie ist funktional, beispielsweise ermöglichen die kurzen Überhänge an Front und Heck steile Böschungswinkel im Gelände. Die windschlüpfige Form hilft den Treibstoffverbrauch zu senken und Windgeräusche zu vermindern. Die Karosserie sitzt auf einem Rahmen.
Der AAV bzw. die ML-Klasse ist auf Freizeitaktivitäten ausgerichtet. Ein Dachträgersystem nimmt Fahrräder, Surf- oder Snowboards auf. Der hintere Stoßfänger enthält eine versenkbare Anhängekupplung. Die Hecktür des Konzeptfahrzeugs trägt das Reserverad und Lautsprecher der Marke Bose, die gedreht werden können, um außerhalb des Autos Musik zu hören.
Der Innenraum ist variabel ausgelegt und bietet Stauraum für weitere Ausrüstung und Gepäck. Die Studie ist mit zwei Sonnendächern, Navigationssystem und Autotelefon ausgestattet. Das Telefon wird über Lenkradtasten bedient, das Mikrofon der Freisprecheinrichtung befindet sich in der Sonnenblende.
Neben zwei Frontairbags hat die AA Vision zwei Seitenairbags, Antiblockiersystem und ein elektronisches Stabilitätsprogramm ESP; die ML-Klasse war somit das erste SUV, das ein ESP hatte.
Neu ist der permanente Allradantrieb; er basiert auf der sogenannten 4MATIC von Mercedes und wird von einer Elektronik gesteuert, die mangelnden Grip an einem Rad erkennt und das Drehmoment so auf die übrigen Räder verteilt.
Dieses Allrad-System ermöglicht zwar eine gute Geländegängigkeit für leichte und moderate Off-Road-Anwendungen, ist aber kritisch zu handhaben für vollen Geländeeinsatz.
Die AA Vision hat rundum Einzelradaufhängung.

## Produktion
Der W 163 wurde, wie auch seine Nachfolger, im Mercedes-Werk Tuscaloosa in Vance im Tuscaloosa County, US-Bundesstaat Alabama, gebaut. Das Engagement in Alabama geht auf die Zeit vor der Chrysler-Fusion mit Mercedes-Benz zurück. Bei den im Werk Tuscaloosa gebauten Fahrzeugen kam es am Anfang der Produktion zu für Mercedes bis dahin ungewohnten Qualitätsmängeln, deren Beseitigung den Vorteil der geringen Produktionskosten im Werk wieder zunichtemachte. So wurde bereits 1998 eine kleine Modellpflege betrieben. Aufgrund der hohen Nachfrage nach dem Modell und der Qualitätsmängel im Serienanlauf wurde eine relativ geringe Anzahl der Fahrzeuge auch in Graz (Österreich) bei Steyr-Puch gefertigt. Diese Fahrzeuge waren zwar auch nicht fehlerfrei, aber in der Qualität deutlich besser als ihre amerikanischen Pendants. Erst ab der Modellpflege zum Modelljahr 01.2002 konnten die Fahrzeuge aus Amerika mit den in Österreich produzierten gleichziehen.

## Modellpflege
Zum Modelljahr 2002 erfuhr die M-Klasse eine umfassende Modellpflege. Wegen der erheblichen Kritik in Bezug auf die anfangs minderwertige Qualität des W 163 seit der Einführung 1997 wurde auch diese seit der Modellpflege erheblich verbessert.
Mit der Modellpflege wurden mehr als 1100 Bauteile erneuert; diese waren unter anderem:
- Scheinwerfer in Klarglasoptik mit Projektionsscheinwerfern
- die Seitenblinker wurden wie bei anderen Mercedes-Modellen von den Kotflügeln in die Außenspiegel integriert. Die Außenspiegelblinker wurden in Klarglasoptik gestaltet
- neue Heckleuchten in Brillantoptik
- neue Frontschürze mit Klarglasnebelscheinwerfern
- neue Heckschürze und neue Seitenschweller
- Rammschutzleisten in Wagenfarbe lackiert
- neue Leichtmetallfelgen (statt 16" jetzt 17")
- größere Bremsanlage
- Abstimmung des 4ETS geändert
- neue Abstimmung des Fahrwerks
- Türgriffe, Heckklappe und Kühlergrill mit Chromleisten bei ML 400 CDI und ML 500 sowie bei Inspiration und Final Edition
- Motorenpalette:
  - ML 270 CDI mit 120 kW (163 PS) und 370 Nm (Handschaltung) bzw. 400 Nm (Automatik)
  - ML 350 mit 173 kW (235 PS) und 348 Nm (Hubraum 3724 cm³), lieferbar ab Juli 2002, vorher ML 320
  - ML 400 CDI mit 184 kW (250 PS) und 560 Nm
  - ML 500 mit 215 kW (292 PS) und 440 Nm
- Aufwertung des Innenraums durch Thermatik (Klimaautomatik) und optischen Retuschen mit besserer Materialanmutung

## Technische Daten
|                            | ML 230                       | ML 320                       | ML 350                       | ML 350                                              | ML 430                       | ML 500                       | ML 55 AMG                    | ML 270 CDI                                           | ML 400 CDI                   |
| -------------------------- | ---------------------------- | ---------------------------- | ---------------------------- | --------------------------------------------------- | ---------------------------- | ---------------------------- | ---------------------------- | ---------------------------------------------------- | ---------------------------- |
| Typ                        | Ottomotor                    | Ottomotor                    | Ottomotor                    | Ottomotor                                           | Ottomotor                    | Ottomotor                    | Ottomotor                    | Commonrail-Dieselmotor                               | Commonrail-Dieselmotor       |
| Motor                      | R4 M 111                     | V6 M 112                     | V6 M 112                     | V6 M 112                                            | V8 M 113                     | V8 M 113                     | V8 M 113                     | R5 Turbo OM 612                                      | V8 Turbo OM 628              |
| Hubraum                    | 2295 cm³                     | 3199 cm³                     | 3724 cm³                     | 3724 cm³                                            | 4266 cm³                     | 4966 cm³                     | 5439 cm³                     | 2685 cm³                                             | 3996 cm³                     |
| Leistung in kW (PS)        | 110 kW (150 PS) bei 5400/min | 160 kW (218 PS) bei 5700/min | 173 kW (235 PS) bei 5750/min | 180 kW (245 PS) bei 5750/min (nicht in D lieferbar) | 200 kW (272 PS) bei 5750/min | 215 kW (292 PS) bei 5600/min | 255 kW (347 PS) bei 5500/min | 120 kW (163 PS) bei 4200/min                         | 184 kW (250 PS) bei 4000/min |
| Max. Drehmoment            | 220 Nm bei 3800/min          | 310 Nm bei 3000–4600/min     | 345 Nm bei 3000–4500/min     | 350 Nm bei 3500–4800/min                            | 390 Nm bei 3000–4400/min     | 440 Nm bei 2700–4250/min     | 510 Nm bei 2800–4500/min     | 370 Nm bei 1600–2800/min (400 Nm bei 1800–2600/min*) | 560 Nm bei 1800–2600/min     |
| Antrieb                    | Allradantrieb                | Allradantrieb                | Allradantrieb                | Allradantrieb                                       | Allradantrieb                | Allradantrieb                | Allradantrieb                | Allradantrieb                                        | Allradantrieb                |
| Höchstgeschwindigkeit      | 177 km/h                     | 195 km/h**                   | 205 km/h                     | 205 km/h                                            | 210 km/h**                   | 222 km/h**                   | 235 km/h                     | 185 km/h (183 km/h*)                                 | 213 km/h                     |
| Beschleunigung, 0–100 km/h | 12,3 s                       | 9,5 s                        | 9,1 s                        | 8,7 s                                               | 8,4 s                        | 7,7 s                        | 6,7 s                        | 11,7 s (11,6 s*)                                     | 8,1 s                        |
| Verbrauch (EWG)            | 12,7 l                       | 13,8 l                       | 12,7 l                       | 12,7 l                                              | 13,9 l                       | 14,6 l                       | 14,8 l                       | 9,4 l (9,5 l*)                                       | 10,9 l                       |
| Bauzeit                    | 1997–2000                    | 1997–2005                    | 2003–2005                    | 2002–2003                                           | 1999–2001                    | 2001–2005                    | 2000–2005                    | 2000–2005                                            | 2001–2005                    |

* Werte beim 270 CDI in runden Klammern ( ) für Automatikgetriebe
** Wird in der US-Version bei 180 km/h abgeregelt

## Sondermodelle
Die Sondermodelle sind mit ihrem Namen am Anfang der Seitenschutzleiste gekennzeichnet, ähnlich der Classic/Elegance/Avantgarde Modelle der Limousinen.

### Inspiration
Ende 2002 wurde das limitierte Sondermodell Inspiration verkauft, welches sich hauptsächlich durch exklusive Optikausstattung abgrenzte.
- 17-Zoll-Breitreifen
- wählbare Lacke: Brillantsilber, Obsidianschwarz, Schwarz, Tansanitblau oder Travertinbeige
- Grill und Lüftungsgitter vorne silbern lackiert (ähnlich AMG-Modell)
- Sportsitze vorne (vom AMG-Modell)
- Leder Anthrazit mit hellgrauen Ziernähten
- erweiterte Lederausstattung
- Kombiinstrument mit Chromringen und weißen Zeigern
- Veloursfußmatten mit dem Logo Inspiration
- Zierteile in Pappel-Schwarz (Designo)
- Zierleisten mit dem Logo Inspiration

### Final Edition
Im letzten Produktionsjahr der M-Klasse legte Mercedes noch ein neues Sonderausstattungspaket nach. Die Ausstattung der M-Klasse Final Edition umfasst:
- abgedunkelte Heckleuchten
- silber lackierter Kühlergrill mit Chromeinlagen
- zwei Powerdomes auf der Motorhaube (wie AMG-Modell)
- neue Leichtmetallfelgen im Fünf-Speichen-Design
- Dachreling aus Aluminium
- Türgriffe mit Chromeinlage
- Heckklappe mit Chromleiste
- Rammschutzleisten mit Schriftzug „Final Edition“
- optionaler Styling-Bügel in Wagenfarbe lackiert
- Lackierung auf Wunsch in Cubanitsilber-metallic
- zusätzliche Chromapplikationen und mehr Leder im Innenraum
- Kombiinstrument hat Chromringe mit weißen Zeigern
- Sportsitze in Leder mit Alcantara
- Holzapplikationen in Birke in heller Maserung
- Veloursfußmatten mit dem Logo „Final Edition“
- Sitzheizung
- Lederausstattung

### Limited Edition
Die Anzahl der sogenannten gebauten ML's der Limited Edition ist auf 400 begrenzt.

## Sonstiges
Der erste große öffentliche Auftritt erfolgte in Steven Spielbergs Abenteuerfilm Jurassic Park II; Mercedes nutzte diese Produktplatzierung zur Werbung und Vorstellung der neuen Mercedes M-Klasse.
Das Papamobil (Auto des Papstes) basierte auf dem Facelift-Modell des W 163 und war von 2002 bis Ende 2012 in Betrieb, als es von der neuen M-Klasse abgelöst wurde.